# Monte Seir

Acampamento no deserto, com o Monte Seir à distância, por David Roberts, no Museu de Arte de Cleveland

Monte Seir (hebraico:הַר-שֵׂעִיר‎; Har Se'ir) formava a fronteira sul-leste de Edom e Judá, e também pode repercutir a antiga e histórica fronteira do Egito e Canaã. Ele foi a região montanhosa repartida aos descendentes de Esaú, os Edomitas. O Monte Seir é especificamente observado como o lugar em que Esaú construiu sua casa (Gênesis 36:8; Josué 24:4), e onde os israelitas teriam rodeado antes de entrarem na Terra Prometida (Deuteronômio 2:1). Ele foi nomeado para Seir, o horeu, cujos filhos habitavam a terra (Gênesis 36:20). Os filhos de Esaú lutaram contra os horeus e os destruíram (Deuteronômio 2:12).
Monte Seir também é denominado como o local onde os remanescentes "dos amalequitas que haviam escapado" foram aniquilados por quinhentos Simeonitas (1 Crônicas 4:42-43).
O Monte Seir também é citado no livro de Ezequiel 35:10 ("Uma Profecia Contra Edom").